# Cippo di Rimazzano

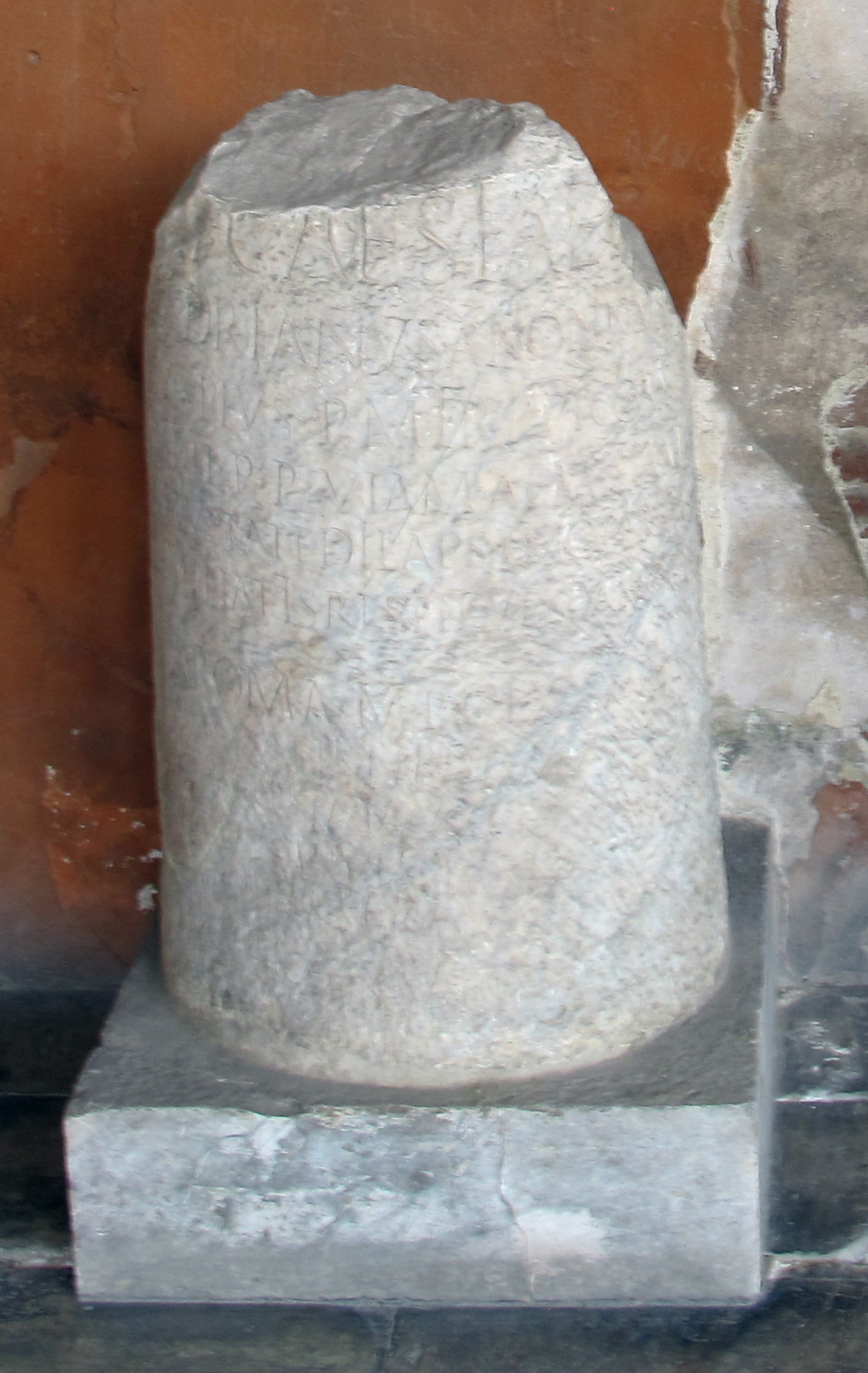
Cippo di Rimazzano (originale al Camposanto di Pisa)

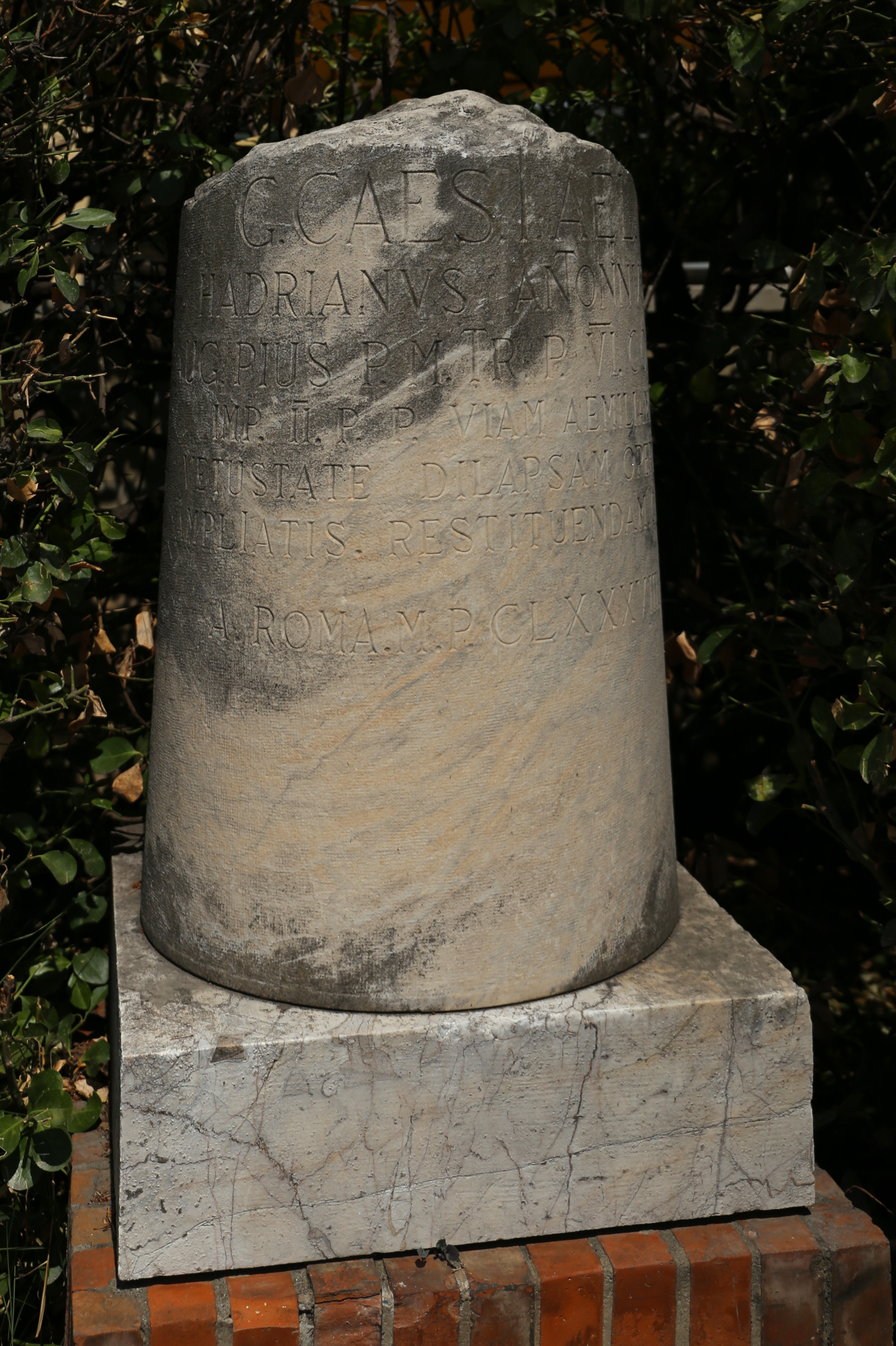
Cippo di Rimazzano (replica in loco)

Il cippo di Rimazzano è un segnacolo miliare romano situato a San Pietro in Palazzi, frazione del comune di Cecina, in provincia di Livorno.

## Storia e descrizione
Il cippo, composto da una mezza colonna stradale iscritta (CIL IX, 006664), sorse all'incrocio di tre strade: la via Aurelia (245 a.C.), la via Aemilia Scauri (prolungamento romano del 119) e la via Salaiola per Volterra (strada etrusca). L'iscrizione ricorda i lavori di ampliamento della via Emilia sotto l'imperatore Antonino Pio, nel 140. 
Il cippo fu in seguito fu disperso e, dopo essere stato rinvenuto nel XVIII secolo, fu trasportato al Camposanto monumentale di Pisa. Nel 1960 è stata ricollocata una copia fedele lungo la strada dall'ANAS, affiancato da un cartello così recitante: «il Cippo di Rimazzano dopo duemila anni dalla saggia decisione dell'imperatore Antonino Pio è stato qui installato dall'A.N.A.S. che ripreso e migliorato l'itinerario dell'antica via Emilia lo ha annoverato tra le strade statali con il n. 206 Pisana-Livornese facilitando collegamenti traffici e contatti tra due operosissime zone di Toscana 1958 - 1960».